# صرع الطفولة الحميد
صرع الطفولة الحميد (اختصارًا BIE) هو متلازمةٌ صرعية موصوفةٌ بأشكالٍ متعددةٍ. تصنف الرابطة الدولية لمكافحة الصرع (ILAE) شكلين رئيسيين من المتلازمة (عائلي وغير عائلي)، وذلك على الرغم من وصف العديد من الأشكال الأخرى في المنشورات الأكاديمية. يُصاب بها أطفالٌ ليس لديهم مشاكل صحية أو نمائية أُخرى، حيثُ تحدث لديهم نوباتٌ صرعية أثناء مرحلة الطفولة. يُوجد أصلٌ بؤري لهذه النوبات في الدماغ، ولكنها قد تنتشر بعد ذلك لتصبح نوباتٍ عامة. قد تحدث النوبات عدة مراتٍ في اليوم، وغالبًا ما تحدث في مجموعاتٍ خلال يوم إلى ثلاثة أيام تليها فجوةٌ تتراوح من شهر إلى ثلاثة أشهر. العلاج بالأدوية المضادة للاختلاج ليس ضروريًا ولكن غالبًا ما يوصف لكونه فعالًا في السيطرة على النوبات. يزول هذا الشكل من الصرع بعد عامٍ أو عامين، ويظهر أنه حميدٌ تمامًا. يكون تخطيط كهربية الدماغ بين النوبات في هؤلاء الأطفال طبيعيًا، كما يبدو الدماغ طبيعيًا أثناء التصوير بالرنين المغناطيسي.
تتداخل سِمات الأشكال العائلية وغير العائلية للمرض، وقد يكون وجود تاريخٍ عائلي لنوبات الصرع هو المعيار الوحيد للتميز بين الشكلين. يتضمن الشكل غير العائلي مدًى أكبر لبداية النوبات، من ثلاثة إلى عشرين شهرًا حيثُ تحدث معظمها بين خمسة وستة أشهر. لا يوجد فرق بين الجنسين في حدوث هذه الحالة. تبدأ النوبات في عمر أربعة إلى ثمانية أشهر في حالات صرع الطفولة الحميد العائلي.
تحدثُ بعض حالات النوبات غير العائلية أثناء التهاب المعدة والأمعاء الطفيف، وتسمى بصرع الطفولة الحميد المرتبط بالتهاب المعدة والأمعاء الطفيف، حيث تحدث النوبات فقط خلال المرض ولا تتكرر فيما بعد. تعد الإصابة بالفيروس العَجَلية السبب الأكثر شيوعًا لهذه الحالة.
على الرغم من أنَّ الأطفال المصابين بصرع الطفولة الحميد عادةً ما يكون لديهم تخطيط كهربية الدماغ طبيعيًا بين النوبات، إلا أنهُ قد وجد أنَّ بعض الأطفال لديهم تخطيطٌ غير طبيعيٍ مُميز أثناء النوم، والذي يُسمى صرع الطفولة الحميد البؤري مع موجاتٍ وطفراتٍ نصفية أثناء النوم، حيثُ تحدث نوباتٌ قليلة لديهم ويكون هناك تاريخٌ عائليٌ عادةً.